# Cyanicula ashbyae
Cyanicula ashbyae är en orkidéart som beskrevs av Stephen Donald Hopper och Andrew Phillip Brown. Cyanicula ashbyae ingår i släktet Cyanicula, och familjen orkidéer. Inga underarter finns listade i Catalogue of Life.